# Hololena atypica
Hololena atypica là một loài nhện trong họ Agelenidae.
Loài này thuộc chi Hololena. Hololena atypica được Ralph Vary Chamberlin & Wilton Ivie miêu tả năm 1942.